# Waldbahn Awnjugski
| Personenzug mit Diesellok ТU6A-3666 |                     |                                            |                                            |
| Streckenverlauf |                     |                                            |                                            |
| Streckenlänge: | 32 km               |                                            |                                            |
| Spurweite: | 750 mm (Schmalspur) |                                            |                                            |
| |                     |                                            |                                            |
| \| \| 0,0 \| Awnjuga (Güterbahnhof) \| Awnjuga (Güterbahnhof) \| \| \| \| 11P-003 \| \| \| \| \| \| \| \| \| 1,6 \| Awnjuga-Posadotschnaja (Авнюга-Посадочная) \| Awnjuga-Posadotschnaja (Авнюга-Посадочная) \| \| \| \| \| \| \| \| 2,4 \| Depot \| Depot \| \| \| \| Awnjuga \| \| \| \| ≈15 \| Südstrecke \| Südstrecke \| \| \| \| Kestwasch \| \| \| \| ≈34 \| Sojga (Сойга) \| Sojga (Сойга) \| |                     |                                            |                                            |
| Betriebs-/Güterbahnhof Streckenanfang (Strecke außer Betrieb) | 0,0                 | Awnjuga (Güterbahnhof)                     | Awnjuga (Güterbahnhof)                     |
| Bahnübergang (Strecke außer Betrieb) |                     | 11P-003                                    | 11P-003                                    |
| |                     |                                            |                                            |
| Haltepunkt / Haltestelle | 1,6                 | Awnjuga-Posadotschnaja (Авнюга-Посадочная) | Awnjuga-Posadotschnaja (Авнюга-Посадочная) |
| Brücke über Wasserlauf |                     |                                            |                                            |
| Abzweig geradeaus und von links · Betriebs-/Güterbahnhof Streckenende und quer | 2,4                 | Depot                                      | Depot                                      |
| Brücke über Wasserlauf |                     | Awnjuga                                    | Awnjuga                                    |
| Abzweig geradeaus und ehemals nach links | ≈15                 | Südstrecke                                 | Südstrecke                                 |
| Brücke über Wasserlauf |                     | Kestwasch                                  | Kestwasch                                  |
| Kopfbahnhof Streckenende | ≈34                 | Sojga (Сойга)                              | Sojga (Сойга)                              |

Die Waldbahn Awnjugski (russisch Авнюгская Узкоколейная Железная Дорога, Awnjugskaja Uskokolejnaja Schelesnaja Doroga) ist eine  Schmalspurbahn mit der Spurweite von 750 mm in der Oblast Archangelsk in Russland.

## Geschichte
Der Ausgangspunkt der Bahn ist das Dorf Awnjugski (Possjolok), deutsch: Awnjugische Siedlung, das der Einfachheit halber nach dem gleichnamigen linken Nebenfluss der Nördlichen Dwina Awnjuga (Авнюга) genannt wird. Durch Awnjuga – 2015 mit etwa 1200 Einwohnern – führt die Straße Kotlas–Beresnik. Anschluss an das russische Eisenbahnnetz besteht nicht.
Der heutige Endpunkt der Bahn ist die Siedlung mit dem offiziellen Namen Poperetschka, auch sie wird einfach nach dem durchfließenden Fluss Sojga genannt. Dort, und in der näheren Umgebung, leben etwa 200 Menschen. Zwischen Sojga und Awnjuga besteht keine Straßenverbindung.
Die Eisenbahn wurde um 1958 in Betrieb genommen. Ihre Hauptaufgabe bestand im Transport von Holz aus den Wäldern um eine Weiterverarbeitung und einen Abtransport auf der Straße oder dem Fluss zu ermöglichen. In den 1960er Jahren entstand die bereits erwähnte Siedlung Sojga für die Waldarbeiter. Die Bahnstrecke Awnjuga–Sojga hat eine Länge von 32 Kilometern. Etwa auf halber Strecke zweigte eine Strecke in südlicher Richtung ab. Diese erreichte eine Länge von etwa 40 Kilometern, führte zu etlichen Holzlagerplätzen ohne jedoch menschliche Siedlungen zu berühren.
2005 war die Eisenbahn noch im vollen Umfang in Betrieb. Damals war der Holzbetrieb noch nicht privatisiert und als Unternehmen der Oblast organisiert. Personenverkehr fand täglich zwei Mal von Awnjuga Posadotschnaja (Haltestelle) und Sojga statt.
Um 2010 wurde der Güterverkehr komplett eingestellt, 2013 waren die Gleisanlagen zwischen der Personen-Haltestelle und dem Güterbahnhof demontiert. Auch die südliche Zweigstrecke wurde vollständig abgebaut. Im Jahr 2020 wird Montag, Mittwoch und Freitag Personenverkehr durchgeführt, dazu reicht meist ein Wagen aus. Der noch genutzte Streckenabschnitt ist in gutem Zustand.
2021 verkehren Montag und Freitag zwei Zugpaare (vormittags und nachmittags). Nach Aussagen des Lokomotivführers gegenüber der Deutschen Welle wird der reguläre Zugverkehr auf Grund der zurückgehenden Bevölkerungszahlen etwa 2030 enden.

## Lokomotiven
Folgende Lokomotiven waren bei der Schmalspurbahn im Einsatz. Auf Grund des nur noch geringen Bedarfs ist fraglich, ob alle noch vorhanden und einsatzbereit sind.
- ТU6A – № TU6A-2515, TU6A-3459, TU6A-3495, TU6A-3666
- ТU8 – № TU8-0134, TU8-0492